# Museu Nacional da Islândia
O Museu Nacional da Islândia - em islandês:  Þjóðminjasafn Íslands - é um museu dedicado à história e cultura da Islândia, localizado na cidade de Reiquiavique, a capital do país.
Foi fundado em  1863 , estando situado na rua Sudurgata (Suðurgata), na proximidade do Instituto Árni Magnússon, da Biblioteca Nacional e do Hotel Saga.

O museu contem mais de 16 000 objetos – dos tempos da colonização até aos nossos dias, incluindo roupas, ferramentas agrícolas, móveis e barcos de pesca.
 
Uma secção do edifício está dedicada aos testes de ADN da população islandesa, desde os primeiros colonos.
 Uma outra parte do museu mostra a carreira musical da cantora islandesa Björk.